# Рамрая
 

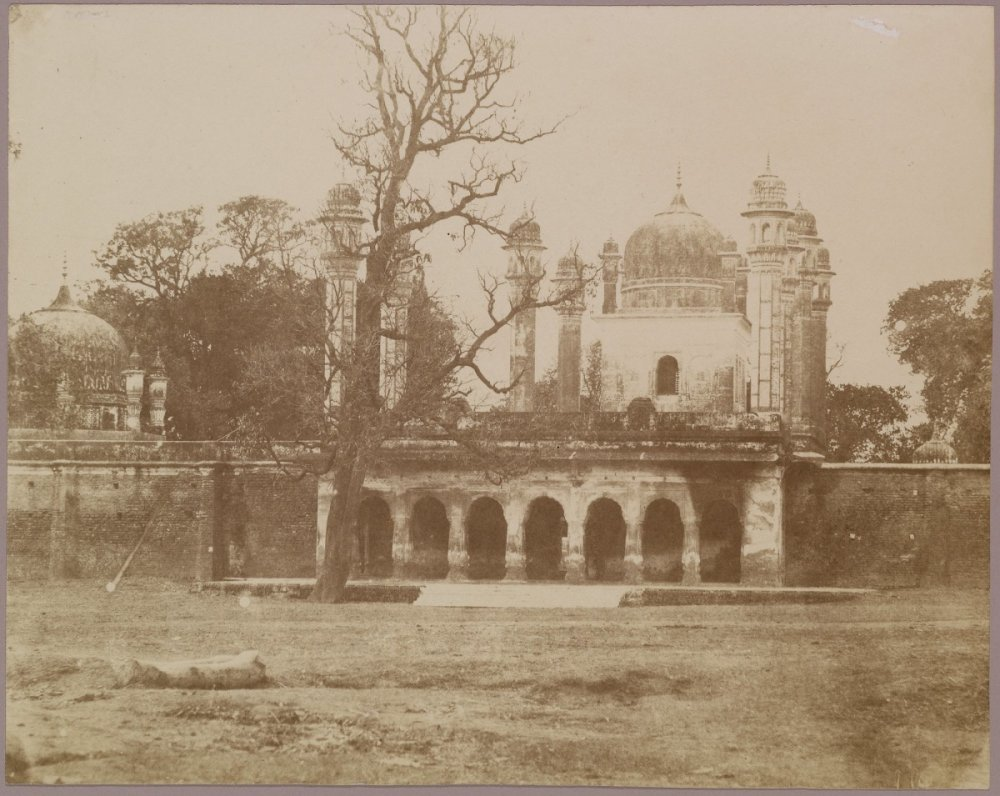
Гурдвара секти рамрая в Дехрадуні, Індія, бл. 1857-1858,

Рамрая (гурмукхі: ਰਾਮਰਾਈਆ; rāmarā'ī'ā ) ― сикхська секта, заснована Бабою Рам Раї, старшим сином Гуру Хар Раї (1630–61) після того, як останній позбавив Рам Раї права успадкування статусу гуру.
Рам Рай був посланий своїм батьком як його представник до імператора Великих Моголів Аурангзеба в Делі. Аурангзеб сказав йому розтлумачити сенс вірша в сикхському писанні, в якому говорилося, що «гончар із праху мусульманина ліпить горщики та цеглини», вважаючи це образою ісламу. Баба Рам Раї збрехав, пояснивши, що текст було неправильно скопійовано, і на місці слова «мусульманин» має стояти «бейман» (невірний). Аурангзеб схвалив таку відповідь, але Гуру Ха Раї, дізнавшись про це, оголосив Рам Раї негідним титулу гуру та оголосив наступником свого молодшого сина Хар Крішнана.  Аурангзеб у відповідь надав Рам Раї джагір (земельний дар) у регіоні Гарвал ( Уттаракханд ). Пізніше місто стало відомим як Дехрадун, на честь Дехра, що посилається на святиню Баби Рама Раї. 
Багато послідовників Рам Рая осіли з Рам Раєм, вони так само вшановували Гуру Нанака, але інші сикхи уникали їх.   Вони були однією з Пандж Мел, п’яти нечестивих груп, яких сикхи повинні уникати з презирством. Інші чотири — міни, масанди, гірмалії, сер-гуми.  